# Загородное (Багратионовский район)
Загородное — посёлок в Багратионовском районе Калининградской области. Входит в состав муниципального образования сельское поселение Гвардейское.

## История
В 1946 году Шлодиттен был переименован в поселок Загородное.

## Население
| 2002 | 2010 |
| ---- | ---- |
| 93   | ↗97  |

В 1910 году проживало 137 человек.